# Keşlə
Keşlə – osiedle typu miejskiego w Azerbejdżanie, należące do miasta wydzielonego Baku. Według danych na rok 2015 liczyło 24 600 mieszkańców.